# Berthe Morisot mit Veilchenstrauß
Berthe Morisot mit Veilchenstrauß (französisch Berthe Morisot au bouquet de violettes) ist ein in Öl auf Leinwand gemaltes Bild von Édouard Manet. Es hat eine Höhe von 55,5 cm und eine Breite von 40,5 cm. Dargestellt ist die mit Manet befreundete Malerin Berthe Morisot, die zwischen 1868 und 1874 sein bevorzugtes Modell war. Kunstkritiker zählen das Bildnis zu den bedeutendsten Porträts im Gesamtwerk des Künstlers. Mit diesem Bild als Vorlage schuf Manet eine Radierung und zwei Lithografien, in denen er das Motiv variierte. Das Ölbild befindet sich in der Sammlung des Musée d’Orsay in Paris.

## Bildbeschreibung
Das Gemälde zeigt das Bildnis von Berthe Morisot. Die mit Manet befreundete Malerin ist als Bruststück ausgeführt – zu sehen sind der Kopf und der Oberkörper mit Schultern und Oberarmen. Vor einem hellen Hintergrund hebt sich kontrastreich die dunkel gekleidete Porträtierte ab. Beim Hintergrund könnte es sich um einen zugezogenen Vorhang handeln, der in verschiedenen Abstufungen von Weiß und Grau erscheint. Am rechten Bildrand ist der Übergang zu einer dunklen Fläche zu sehen. Oben rechts in der Ecke hat der Maler das Bild mit „Manet 72“ signiert und datiert.
Berthe Morisot trägt ein schwarzes Kleid mit einem kleinen V-förmigen Ausschnitt, aus dem ein Leinenhemd hervorschaut und ein kleines Stück Haut zu sehen ist. In der Brustmitte schmückt ein kleiner Veilchenstrauß das untere Ende des Ausschnitts. Passend zum Kleid hat die Dargestellte einen hohen schwarzen Hut aufgesetzt, der auch als „Trauerhut“ bezeichnet wurde. Hinter dem Kopf fällt ein breites Hutband nach rechts herunter, auf der linken Seite sind es dünne Streifen, die herabhängen. Zudem sind breite schwarze Kinnbänder um den Hals gebunden. Unter dem tief über die Stirn gezogenen Hut schauen einzelne Strähnen des lockigen kastanienbraunen Haares hervor.
Ihr Gesicht wird von der linken Bildseite beleuchtet, sodass ihre rechte Gesichtshälfte im hellen Licht strahlt, während die linke Hälfte im Schattenbereich liegt. Auf dem Nasenrücken zeichnet sich hierbei eine deutliche Trennungslinie zwischen Hell und Dunkel ab. Ihr Teint ist hell und die Konturen sind teilweise mit weißem Farbauftrag nur unscharf gemalt. Ein Anhänger schmückt das vom Haar kaum verdeckte linke Ohr. Ein Pendant auf der rechten Seite wird mit hellen Farbtupfern angedeutet. Der Mund ist geschlossen und die Lippen sind in einem blassen Rosaton gehalten. Die auffallend großen dunklen Augen sind auf den Betrachter gerichtet.
Der französische Essayist Paul Valéry war mit einer Nichte von Berthe Morisot verheiratet und kannte das im Familienbesitz befindliche Bildnis der Malerin aus eigener Anschauung. Seine Beschreibungen des Gemäldes anlässlich des 100. Geburtstages Manets 1932 sind wiederholt zitiert worden. Er sieht in den Augen von Berthe Morisot einen „ins Leere starrenden Blick“, der ein „Nicht-dabei-sein“ ausdrücke. Ihre Augen verraten für ihn „Zerstreutheit“ und „Sehr-weit-weg-sein“. Valéry fühlte sich beim Anblick der Zartheit der Darstellung in Manets Bild Berthe Morisot mit Veilchenstrauß erinnert an Vermeers Gemälde Das Mädchen mit dem Perlenohrgehänge. Für Valéry ist es „Dichtung“ und das bedeutendste Porträtbildnis Manets.

## Manets Reproduktionen des Motivs
Nach Vollendung des Gemäldes fertigte Manet verschiedene Reproduktionen des Motivs an, was auf eine gewisse Zufriedenheit mit der Ausführung des Bildes schließen lässt. Vermutlich schuf er zunächst eine Radierung, deren Abzüge das Bildnis seitenverkehrt zeigen. Hier, wie auch in den nachfolgenden Drucken, verzichtete Manet völlig auf den Hintergrund mit dem Vorhang. Stattdessen variierte er bei der Radierung Hut und Kleidung der Dargestellten, indem er das nahezu monochrome Schwarz des Gemäldes in eine Oberfläche mit unregelmäßigen hellen Stellen verwandelte. Zudem ist die im Schattenbereich liegende Gesichtshälfte mit einem übertrieben dramatischen Schatten versehen, wie die Kunsthistorikerin Anne Coffin Hanson anmerkte. Bei der Radierung ist Berthe Morisot mit nach vorn geneigtem Körper leicht schräg ins Bild gesetzt. Zudem weist das Motiv an den Rändern einen gezeichneten Rahmen auf.
Des Weiteren schuf Manet zwei Kreidelithografien nach dem Gemälde. Die erste Version, auch schwarze Fassung genannt, entstand möglicherweise nach einer Fotografie des Gemäldes. Hierfür spricht, dass die Konturen der Lithografie und des Gemäldes nahezu deckungsgleich sind und es sich beim Abzug um keine seitenverkehrte Darstellung handelt. Diese erste Lithografie zeigt Berthe Morisots schwarze Kleidung im starken Kontrast zur hellen Gesichtspartie und weist große Ähnlichkeit mit der Vorlage des Gemäldes auf. Unterschiede gibt es vor allem bei der Schattenwirkung im Gesicht: Während im Gemälde eine Gesichtshälfte im Schatten liegt, sind bei der Lithografie nur kleine Schatten unter Nase und Mund zu sehen. Bei der zweiten Lithografie, auch als Silhouette bezeichnet, hat Manet die Umrisse der schwarzen Flächen des Gemäldes nachgezeichnet und die Flächen hell belassen. Nur die links und rechts des Gesichts herabhängenden Bänder des Hutes zeigen grau schraffierte Flächen. Zudem sind die Augen und eine Schattenfläche am Nacken als schwarze Bereiche deutlich hervorgehoben. Die Radierung und beide Lithografien stammen aus den Jahren 1872 bis 1874 und sind nicht signiert. Die Abzüge der Lithografien erfolgten durch den Drucker Lemercier erstmals 1884, also nach Manets Tod. Die frühesten Abzüge der Radierung erschienen ebenfalls postum im Jahr 1890.

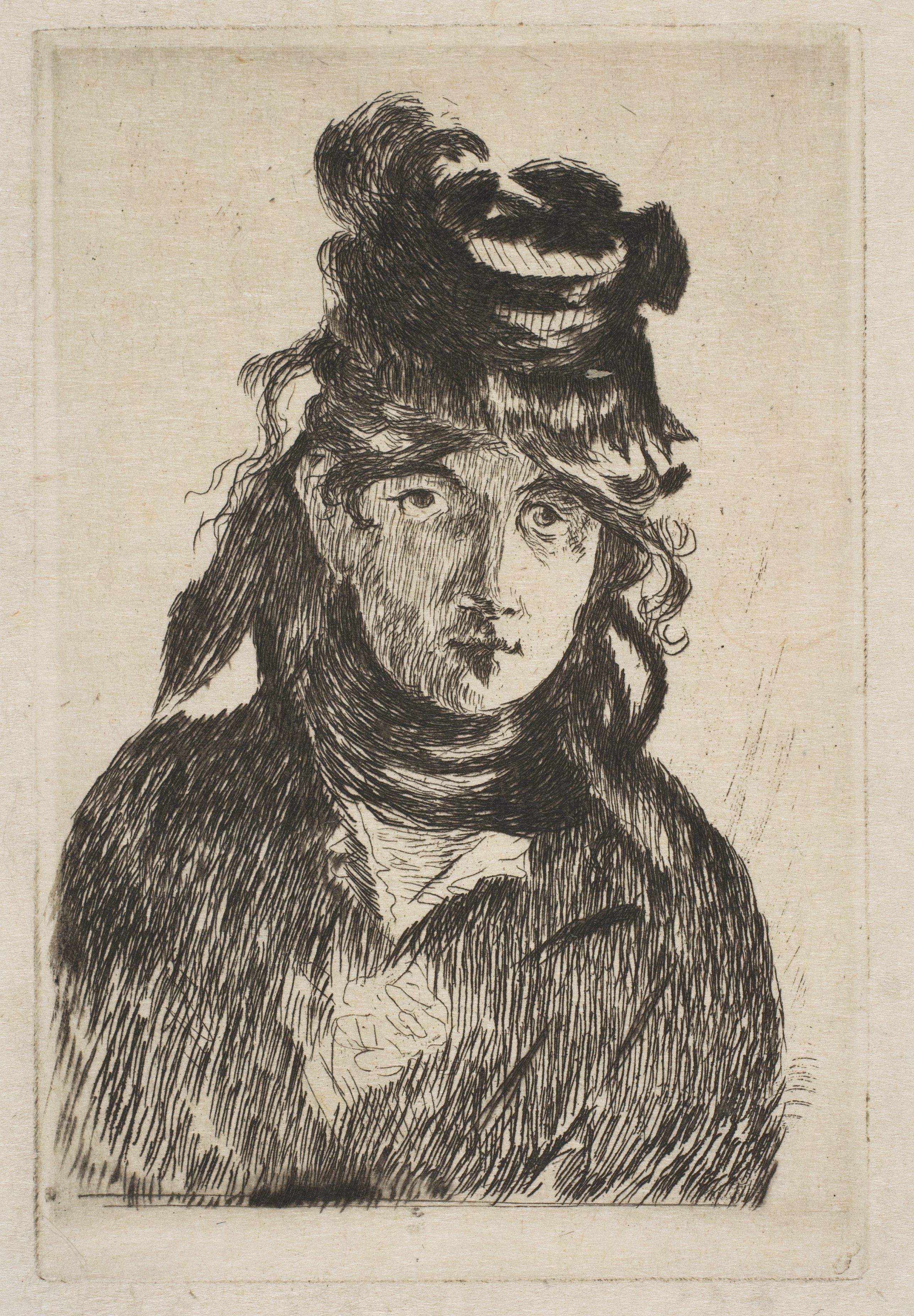
Édouard Manet: Bildnis Berthe Morisot (Radierung), 1872–1874, Radierung
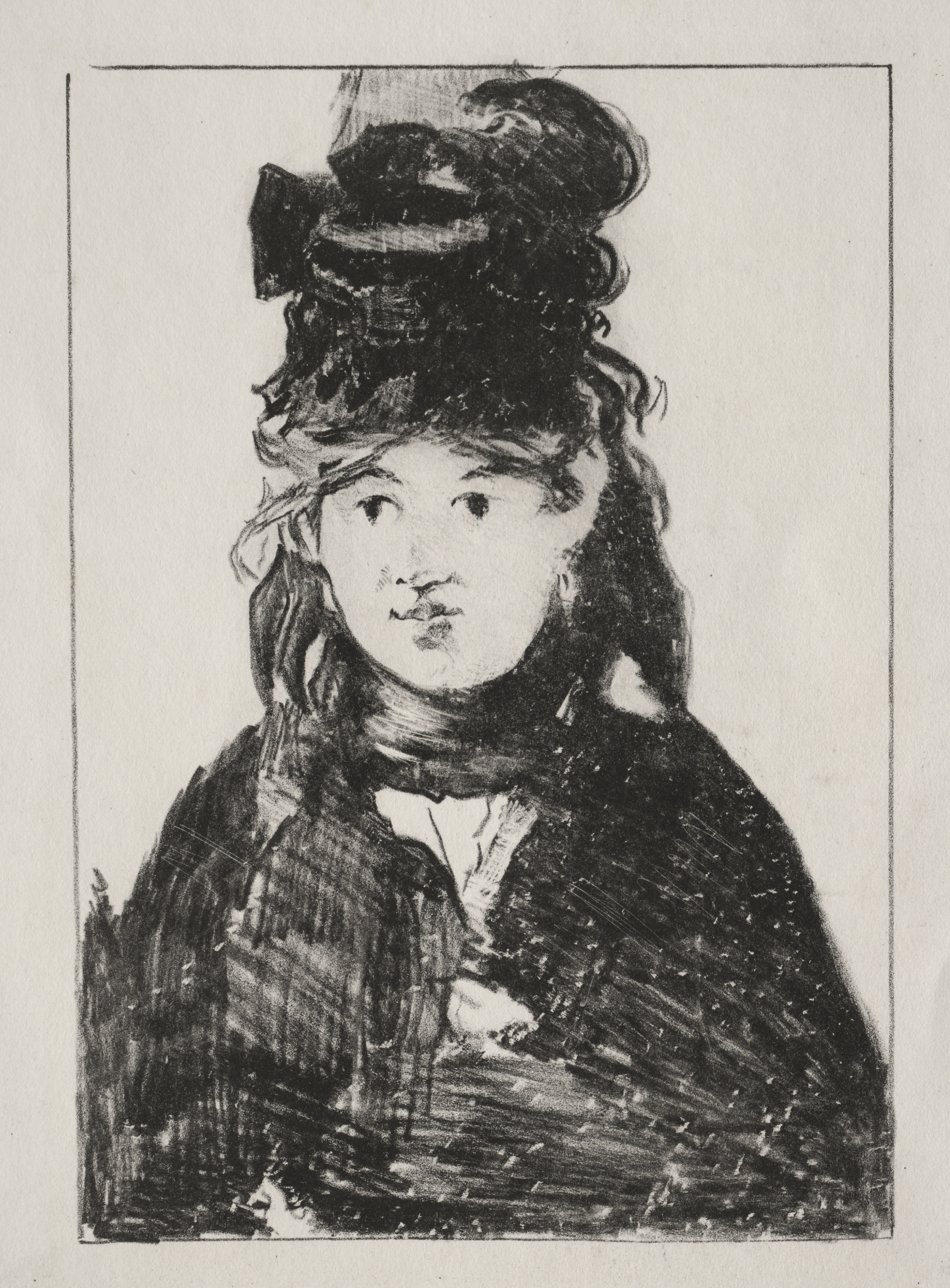
Édouard Manet: Bildnis Berthe Morisot (schwarze Fassung), 1872–1874, Kreidelithografie
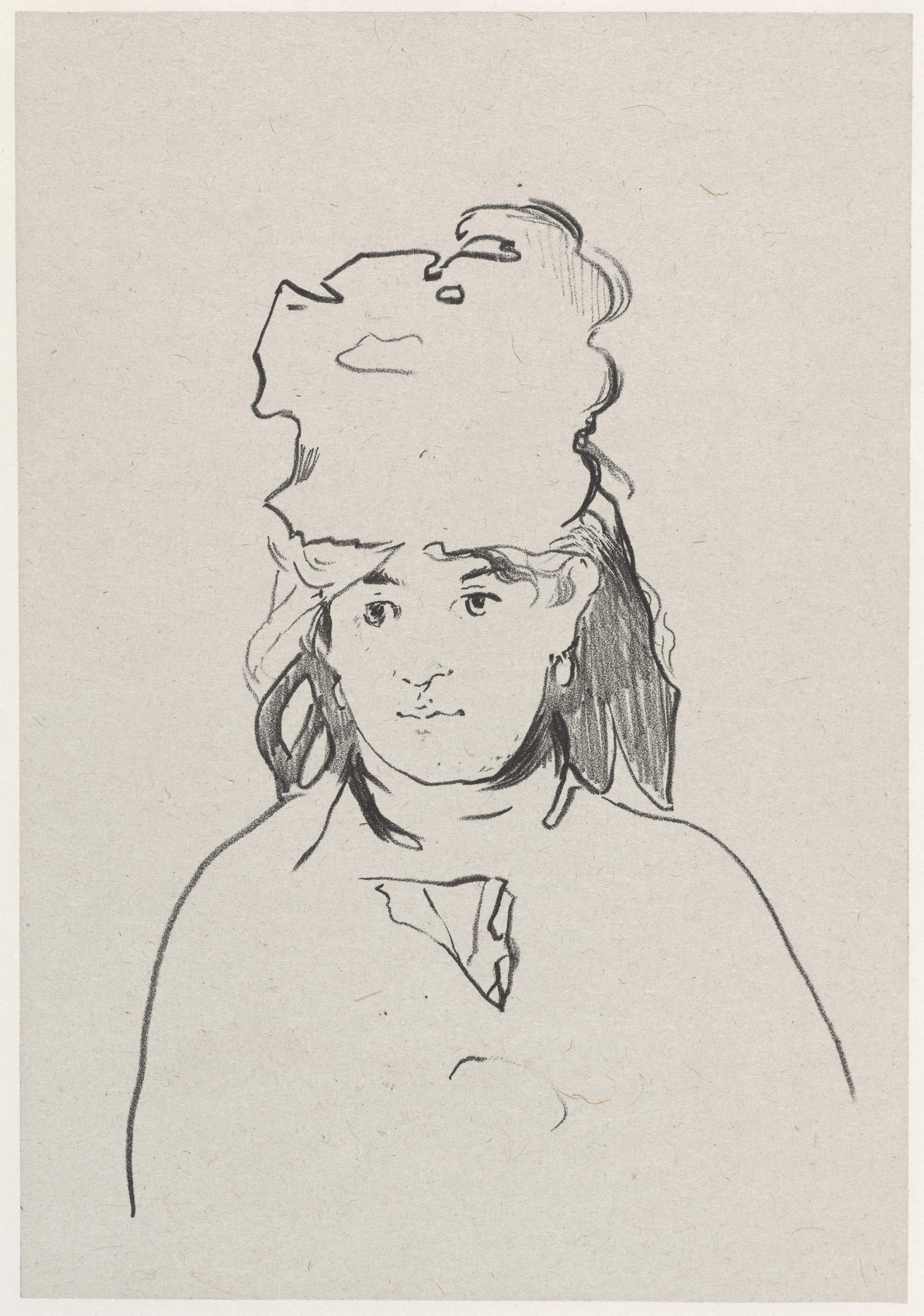
Édouard Manet: Bildnis Berthe Morisot (Silhouette), 1872–1874, Kreidelithografie

## Berthe Morisot als Manets Modell
Manet hatte Berthe Morisot 1867 im Louvre kennengelernt, als sie gerade dabei war, ein Werk von Rubens zu kopieren und der gemeinsame Freund Henri Fantin-Latour die beiden einander vorstellte. Manet und Morisot verband fortan eine enge Freundschaft.  Seit 1864 stellte sie zwar im Salon de Paris Bilder aus, befand sich jedoch immer wieder in künstlerischen Krisen mit Selbstzweifel. In dem neun Jahre älteren Manet sah sie für einige Zeit einen wichtigen Ratgeber. Darüber hinaus war sie häufig Gast bei den Soireen im Hause Manet, die wöchentlich von der Ehefrau und der Mutter des Malers veranstaltet wurden. Zwischen 1868 und 1874 saß sie Manet zudem wiederholt Modell.
Zuerst malte Manet sie im Gruppenporträt Der Balkon, einem Bild mit Bezug auf ein Werk des spanischen Malers Goya. Sie sitzt in diesem Bild im weißen Kleid mit einem Fächer als Requisite auf einem Balkon. Ein weißes Kleid trägt sie auch im etwa 1870 entstandenem Gemälde Bildnis Berthe Morisot (Die Ruhepause), bei dem Manet sie auf einem Sofa sitzend porträtierte. Sehr ähnlich ist das weiße Kleid von Eva Gonzalès im Bildnis Eva Gonzalès von 1870. Sie war Manets einzige offizielle Schülerin und als solche zeigt er sie sitzend an der Staffelei an einem Blumenstillleben malend. Auffällig ist, dass Manet seine Freundin Berthe Morisot in keinem seiner Porträts als Malerin dargestellt hat. Auch im Gemälde Berthe Morisot mit Veilchenstrauß gibt es kein Requisit, das auf sie als Malerin hinweist. Die Kunsthistorikerin Manuela B. Mena Marqués vermutet, dass es im Verhältnis zwischen Eva Gonzalès und Berthe Morisot eine Art von Eifersucht gegeben habe.

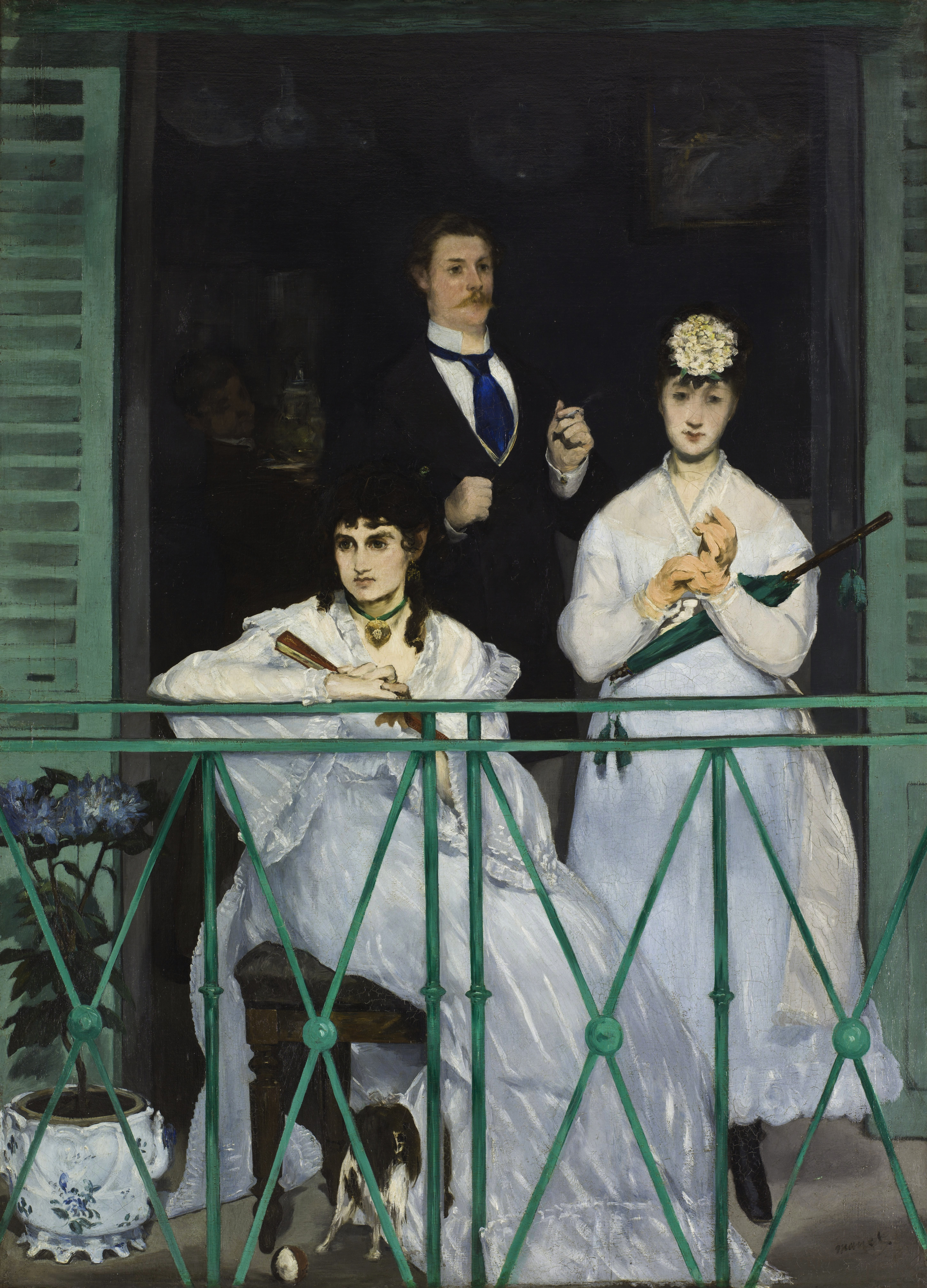
Édouard Manet: Der Balkon, 1868, Musée d’Orsay, Paris
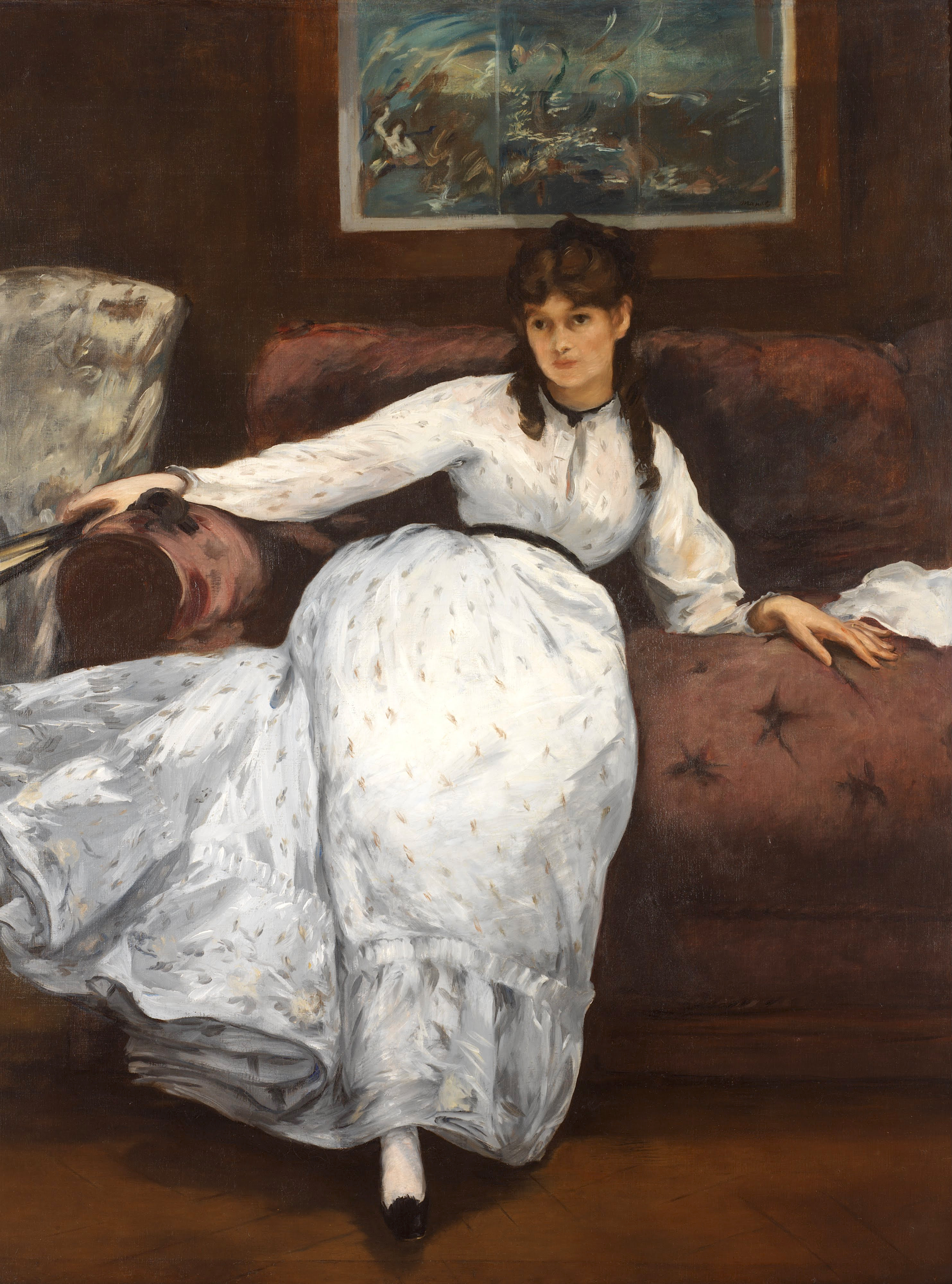
Édouard Manet: Bildnis Berthe Morisot (Die Ruhepause), 1869, Rhode Island School of Design Museum, Providence
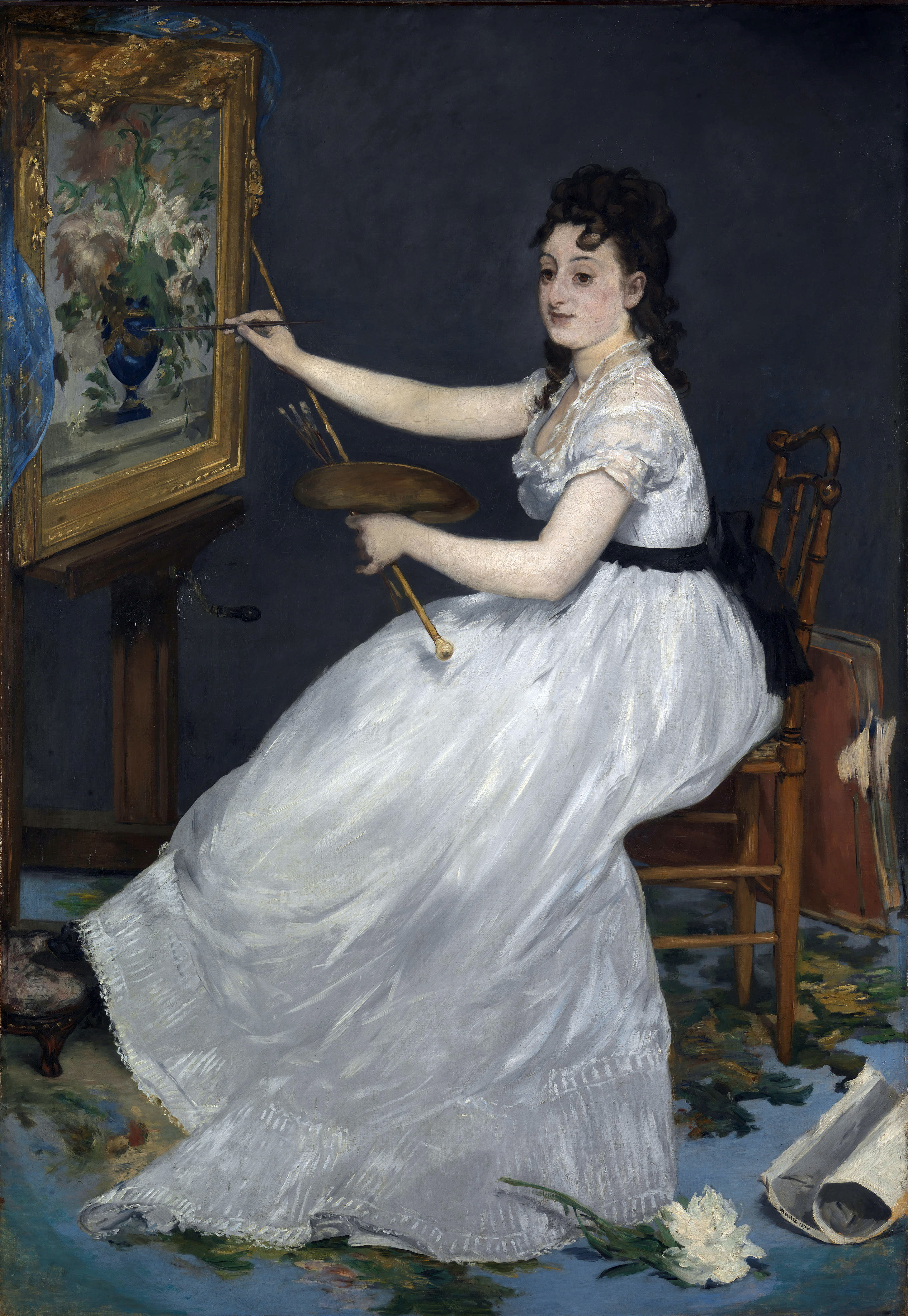
Édouard Manet: Bildnis Eva Gonzalès, 1870, Dublin City Gallery The Hugh Lane, Dublin und National Gallery, London

Bei den zwischen 1872 und 1874 gemalten Bildnissen der Berthe Morisot hat Manet die Porträtierte stets in schwarzer Kleidung wiedergegeben. Ein Trauerfall als Anlass für diese Kleidung ist nur bei dem Gemälde Berthe Morisot in Trauerkleidung bekannt. In all den anderen Bildern lässt die schwarze Kleidung zum einen auf den persönlichen Geschmack Berthe Morisots hindeuten, zum anderen ist auch bei Manet eine Vorliebe für schwarze Kleidung erkennbar.
Manet hatte vor allem in den 1860er Jahren wiederholt Bilder mit spanischen Motiven gemalt, darunter auch Bildnisse von Frauen in dunkler oder schwarzer Kleidung. Hierzu gehören beispielsweise die Gemälde Spanierin mit schwarzem Kreuz oder Angelina, die beide zwischen 1860 und 1865 entstanden sind. Die im Gemälde Angelina porträtierte Frau ist wie Berthe Morisot später in Der Balkon hinter einem Balkongitter mit einem Fächer porträtiert. In diesem Bild ist zudem der Effekt des halbseitig beleuchteten Gesichts vorhanden, den Manet eine Dekade später beim Gemälde Berthe Morisot mit Veilchenstrauß wieder aufnahm. Die Vorliebe für dunkle oder schwarze Töne hatte Manet vor allem beim spanischen Maler Velázquez studiert, den er sehr bewunderte.
Als Manet 1872 das Bildnis Berthe Morisot mit Veilchenstrauß malte, war die Porträtierte gerade von einer Studienreise aus Madrid zurückgekehrt, auf der sie der ebenfalls mit Manet befreundete Maler Zacharie Astruc begleitet hatte. Das Porträt entstand vermutlich in nur zwei Sitzungen und die zurückliegende Reise war hierbei sicher ein Gesprächsthema, zumal Manet 1865 selbst Madrid besucht hatte. Die Kunsthistorikerin Françoise Cachin sah im Gesichtsausdruck Berthe Morisots „Neugier und Betroffenheit, versunkene Aufmerksamkeit für den Künstler, der sie malte – eine tiefe Komplizenschaft, als wären sie in lebhafter Unterhaltung“. Der französische Schriftsteller Georges Bataille ging davon aus, dass Manet in Berthe Morisot „zugleich die begabte Malerin und die schöne Frau“ sah, die er wegen ihrer „bezaubernden Intelligenz“ bewundern durfte.
Nach dem Bildnis Berthe Morisot mit Veilchenstrauß schuf Manet bis 1874 einige weitere Bildnisse von Berthe Morisot in schwarzer Kleidung. Dazu gehören beispielsweise Berthe Morisot mit rosa Schuhen von 1872, Berthe Morisot liegend von 1873 und Berthe Morisot mit Fächer von 1874. Im selben Jahr heiratete Berthe Morisot Manets Bruder Eugène. Danach schuf Manet kein Bild mehr von ihr. Das Gemälde Berthe Morisot mit Veilchenstrauß ist für den dänischen Kunsthistoriker Mikael Wivel das Meisterwerk dieser Serie. Er sieht in diesem Bildnis eine Liebeserklärung des Malers an sein Modell.

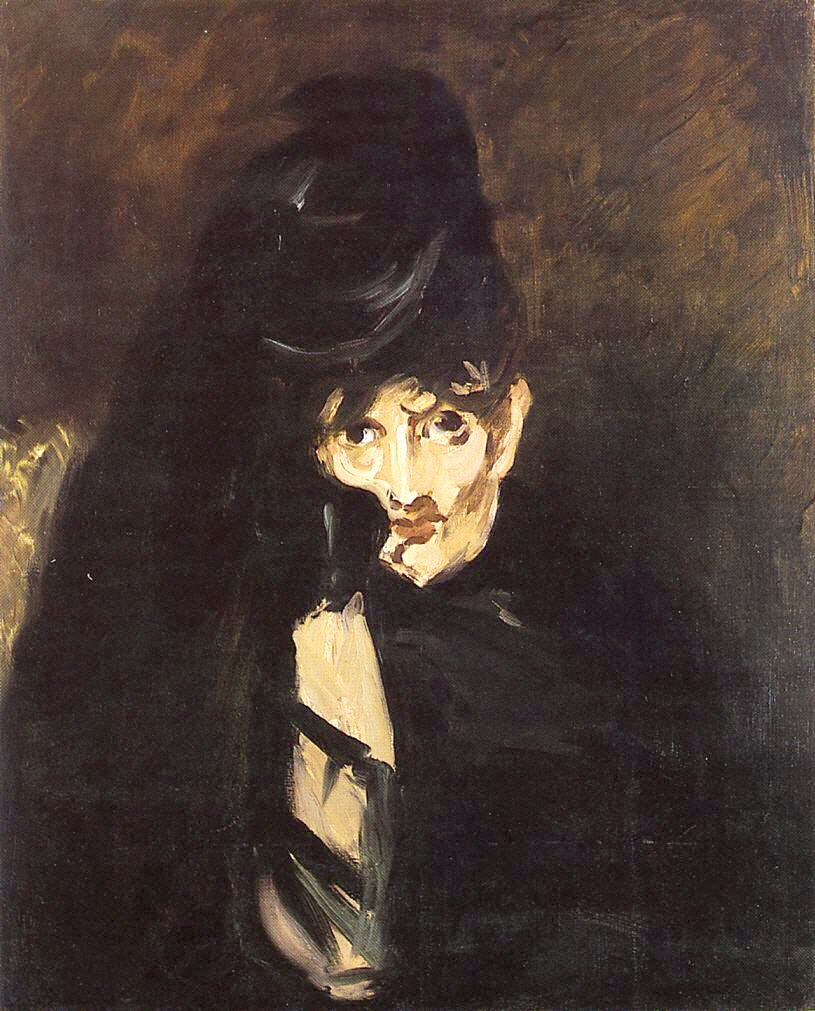
Édouard Manet: Berthe Morisot in Trauerkleidung, 1874, Privatsammlung
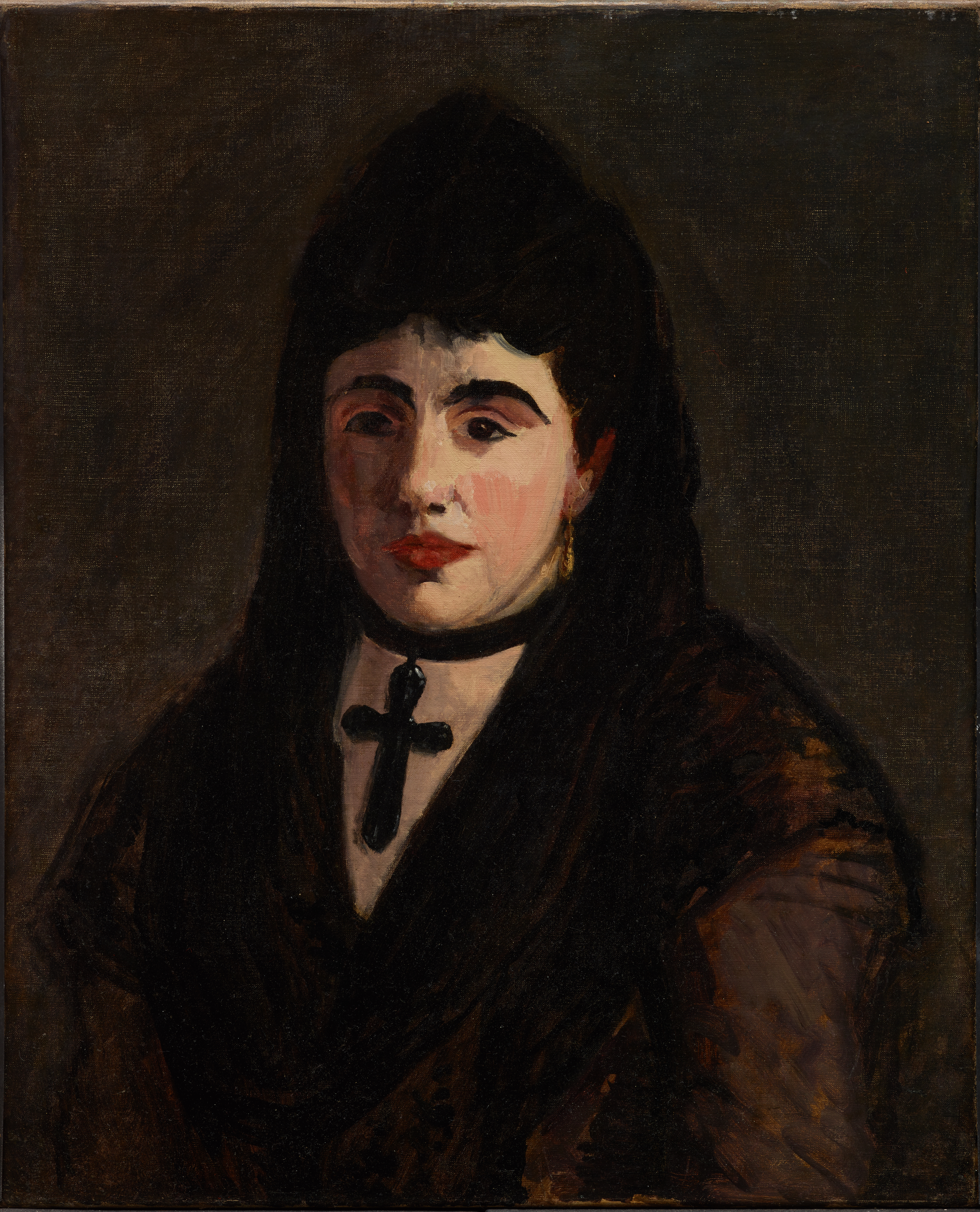
Édouard Manet: Spanierin mit schwarzem Kreuz, um 1860–1865, Dallas Museum of Art
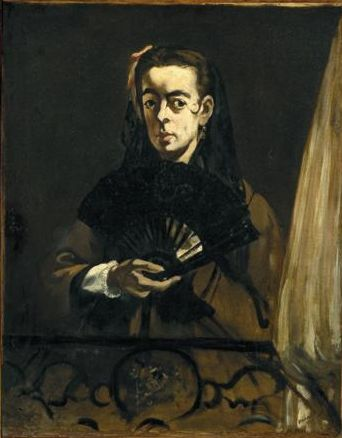
Édouard Manet: Angelina, um 1860–1865, Musée d’Orsay, Paris
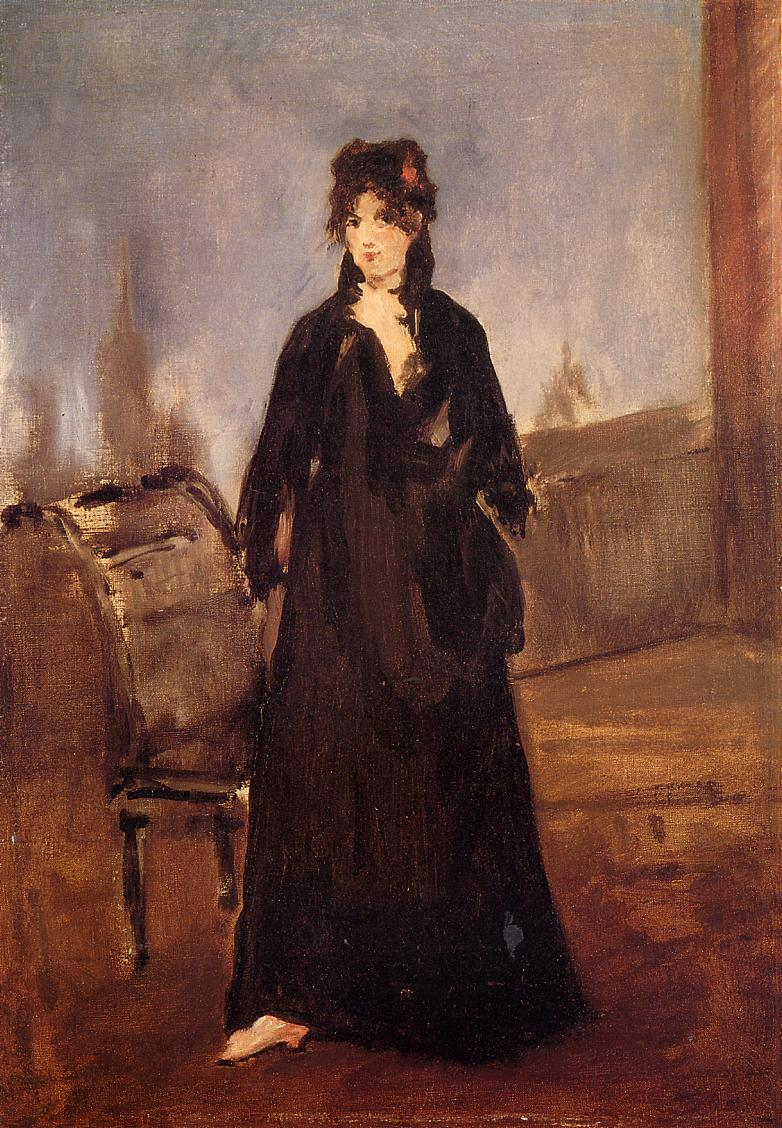
Édouard Manet: Berthe Morisot mit rosa Schuhen, 1872, Hiroshima Museum of Art
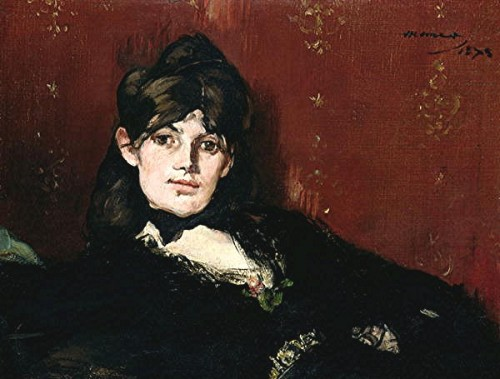
Édouard Manet: Berthe Morisot liegend, 1873, Musée Marmottan Monet, Paris
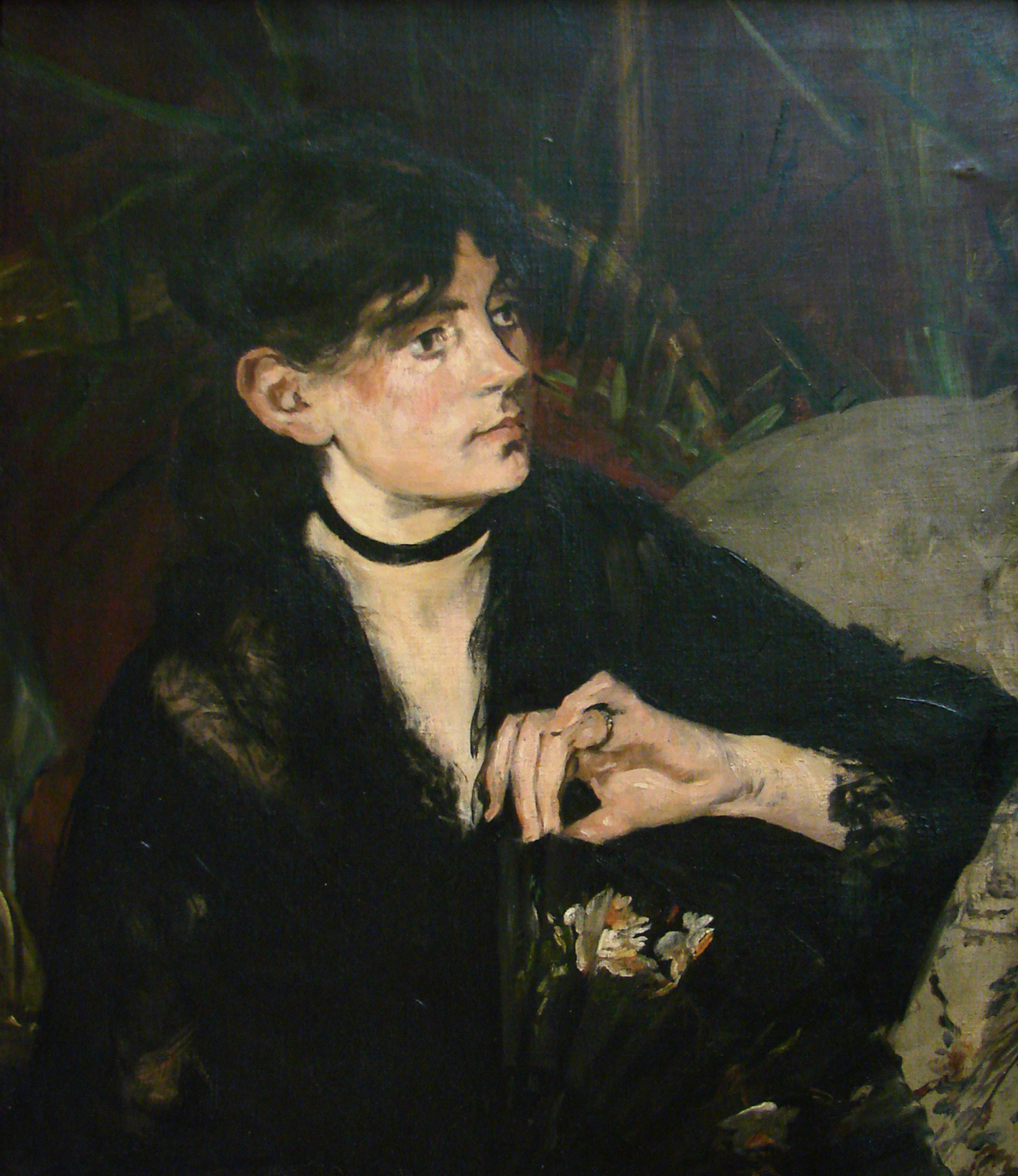
Édouard Manet: Berthe Morisot mit Fächer, 1874, Palais des Beaux-Arts de Lille

## Provenienz
Das Gemälde Berthe Morisot mit Veilchenstrauß befand sich zunächst in der Sammlung von Manets Freund Théodore Duret, den der Maler 1866 in Madrid kennengelernt hatte. Beide teilten eine Vorliebe für spanische Kunst und es ist kaum verwunderlich, dass Duret sich für dieses Porträt nach spanischem Vorbild entschied. Am 19. März 1894 war Duret gezwungen, aus finanziellen Gründen einen Großteil seiner Kunstsammlung versteigern zu lassen. Bei dieser Gelegenheit erwarb die im Bild dargestellte Berthe Morisot das Gemälde. Nur ein Jahr später starb Morisot und das Porträt ging an ihre Tochter Julie Manet. Sie behielt das Bild bis zu ihrem Tod 1966 und lieh es wiederholt zu Ausstellungen aus. Danach ging es in den Besitz ihres Sohnes Clément Rouart, der das Bild ebenfalls regelmäßig für Ausstellungen zur Verfügung stellte. Nach seinem Tod 1992 behielten seine Kinder das Bild einige Jahre, bevor sie es 1998 für 80 Millionen Franc an den französischen Staat verkauften. Die Mittel hierfür stammten vom Fonds du Patrimoine, der Fondation Meyer, der China Times Group und der japanischen Tageszeitung Nikkei. Seit 1998 wird das Gemälde im Pariser Musée d’Orsay ausgestellt. Anlässlich des Ankaufs des Gemäldes zitierte die Zeitung Libération den Historiker Marc Fumaroli, der das Bild als die Mona Lisa des 19. Jahrhunderts bezeichnete.